# Bayside (Kalifornien)
|  | Dieser Artikel wurde aufgrund von inhaltlichen Mängeln auf der Qualitätssicherungsseite des Projektes USA eingetragen. Hilf mit, die Qualität dieses Artikels auf ein akzeptables Niveau zu bringen, und beteilige dich an der Diskussion! Eine nähere Beschreibung der zu behebenden Mängel fehlt. |

Bayside ist ein gemeindefreier Ort im Humboldt County im US-Bundesstaat Kalifornien, Vereinigte Staaten, das etwa 3,6 km südöstlich von Arcata liegt.
Die erste Poststation in Bayside eröffnete 1886.